# Anomis elegans
Anomis elegans là một loài bướm đêm trong họ Erebidae.